# Erythrina melanacantha
Erythrina melanacantha är en ärtväxtart som beskrevs av Hermann August Theodor Harms. Erythrina melanacantha ingår i släktet Erythrina och familjen ärtväxter.

## Underarter
Arten delas in i följande underarter:
- E. m. melanacantha
- E. m. somala